# 小泉斐
小泉 斐（こいずみ あやる、明和7年3月（1770年4月） - 嘉永7年7月5日（1854年7月29日））は、江戸時代後期の絵師である。とくに鮎図が有名。
本姓は木村。幼名を勝、諱は光定、字を桑甫・子章とし、檀山・青鸞・檀森斎・非文道人などと号した。下野国の人。

## 略伝
下野国芳賀郡益子（現在の栃木県芳賀郡益子町）に生まれる。父は鹿島神社神官の木村一正、母は片岡氏。幼少より絵を好み、11歳で高田敬輔の門人・島崎雲圃に入門。唐美人図・鮎図などを習う。師との関係から近江に頻繁に出向き、日野祭の山車の見送幕の製作などをしている。
30歳頃、那須郡両郷村（現在の栃木県那須郡黒羽町）温泉神社の小泉光秀の養子となり同社の神官を継いだ。立原翠軒に就いて経学や詩文を修め、その子立原杏所に画を教えた。また和歌、音楽を嗜んだともいう。享和元年（1801年）に、甲斐守に任ぜられ従五位に叙される。
50歳の時に黒羽藩主大関増業より城北の鎮国社宮司職を与えられ、その後は旺盛に画の創作を行った。
画は唐の王維を敬慕した。各地から門弟が雲集し30年もの間、画技を伝えたという。「小泉檀山門人録」には100名もの人名が記され島崎玉淵・宇佐美太奇などが育つ。高久靄厓も画技を受けたひとりという。鮎図に猫が飛びついたというエピソードが伝わる。
斐は立原翠軒の従者として寛政7年（1795年）に藤田幽谷などと吉原口から富士登山に成功している。このときを元に製作した「富嶽写真」は富岡鉄斎が富士図製作に携わるとき大いに参考にした。

## 代表作
| 作品名         | 技法     | 形状・員数 | 寸法（縦x横cm） | 所有者         | 年代   | 落款・印章                                                                                  | 文化財指定       | 備考                                                                       |
| -------------- | -------- | ---------- | --------------- | -------------- | ------ | ------------------------------------------------------------------------------------------- | ---------------- | -------------------------------------------------------------------------- |
| 楊柳観音図     | 紙本墨画 | 1幅        | 173.4x88.6      | 大雄寺         | 1806年 | 款記「文化丙寅秋日那須惣社社司／甲斐守従五位下藤原朝臣光定於神宮寺謹寫」/白文方印・朱文方印 | 栃木県指定文化財 |                                                                            |
| 鮎図           |          |            |                 |                | 1813年 |                                                                                             | 栃木県指定文化財 |                                                                            |
| 鮎図           |          |            |                 |                | 1833年 |                                                                                             | 栃木県指定文化財 |                                                                            |
| 鮎図           |          |            |                 |                | 1847年 |                                                                                             | 栃木県指定文化財 |                                                                            |
| 唐美人図       |          |            |                 |                | 1811年 |                                                                                             | 栃木県指定文化財 |                                                                            |
| 月下弾琴図     |          |            |                 | 栃木県立博物館 |        |                                                                                             |                  |                                                                            |
| 龍に馬師皇図   |          |            |                 | 明王寺         |        |                                                                                             | 栃木県指定文化財 |                                                                            |
| 群仙図         |          |            |                 | 上野記念館     | 1817年 |                                                                                             |                  |                                                                            |
| 嘉寿天良頂戴図 | 紙本淡彩 | 1幅        | 40.0x28.2       |                | 1837年 | 款記「源國女十二月嘉寿天良頂戴圖／檀山老人斐筆」/白文方印・朱文方印                         |                  | 羽藩主主・大関増業からカステラを頂く孫娘と、同席してこれを喜ぶ斐自身の像。 |
| 富士写真       |          |            |                 | 栃木県立博物館 | 1846年 |                                                                                             |                  |                                                                            |